# Анексия
Анексията или анекс е едностранно, насилствено присъединяване на територия към друга територия. Анексията се отличава от окупацията, която сама по себе си не води до изменения на юридическата принадлежност на територията.

## Примери за анексия
През 1967 Израел анексира Източен Йерусалим, дотогава намиращ се под контрола на Йордания, а през 1981 – сирийските Голанските възвишения.
Други примери за анексия са анексирането на Босна и Херцеговина от Австро-Унгария през 1908; румънското анексиране на Бесарабия през 1918; Нацистка Германия анексира Судетската област през 1938; анексирането в периода 1939 – 1941 от СССР Западна Украйна, Западен Беларус, Северна Буковина, Латвия, Литва, Естония, Бесарабия и Тува; от САЩ 1846 – 1848 – почти половината от територията на Мексико и по-точно Горна Калифорния и Ню Мексико, земите на днешните щати - Калифорния, Ню Мексико, Аризона, Невада и Юта, през септември 2022 г. Русия обявява анексирането на четири украински региона  - Донецка, Луганска, Херсонска и Запорожка области.